# Verona (Nowy Jork)
Verona – miasto w Stanach Zjednoczonych, w stanie Nowy Jork, w hrabstwie Oneida.